# Rigueur budgétaire
La rigueur budgétaire est une doctrine politique et économique qui valorise l'atteinte d'un solde budgétaire nul ou positif. La rigueur budgétaire appelle une politique de rigueur.

## Concept
La rigueur budgétaire consiste en l'application stricte du principe selon lequel le solde public doit être annuellement nul. Dans une telle situation, les comptes sont stabilisés et le pays ne génère plus de déficit public, ce qui stabilise la dette publique. La rigueur budgétaire est préconisée pour lutter contre l'inflation et l'effet d'éviction.
La rigueur budgétaire permet théoriquement d'atteindre un excédent budgétaire. Cela facilite l'action de l'État lorsqu'une crise économique exige de lui qu'il réagisse par une politique budgétaire expansive.
La rigueur budgétaire est critiquée par certains économistes dans les situations où elle s'avère néfaste pour l'économie. Ainsi d'une situation de crise économique ou de déflation, où la rigueur empire la situation.